# Discothyrea turtoni
Discothyrea turtoni är en myrart som beskrevs av Clark 1934. Discothyrea turtoni ingår i släktet Discothyrea och familjen myror. Inga underarter finns listade i Catalogue of Life.

## Bildgalleri

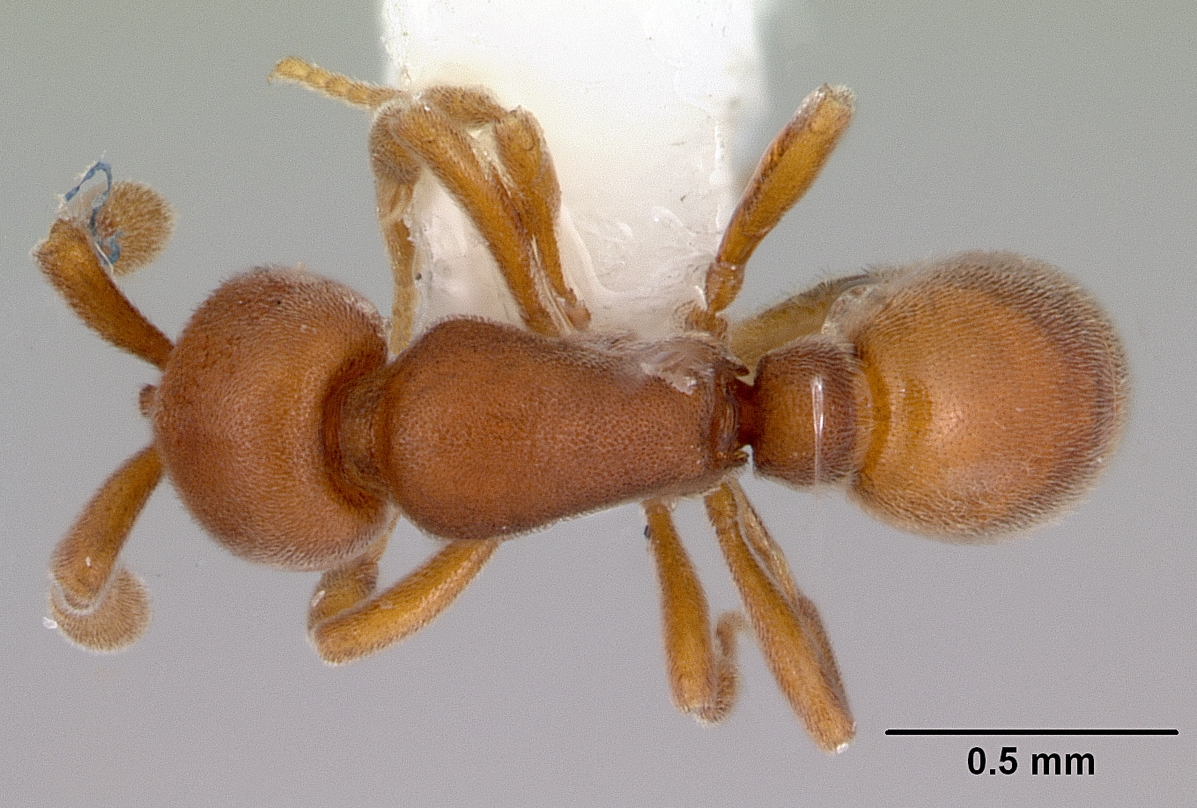
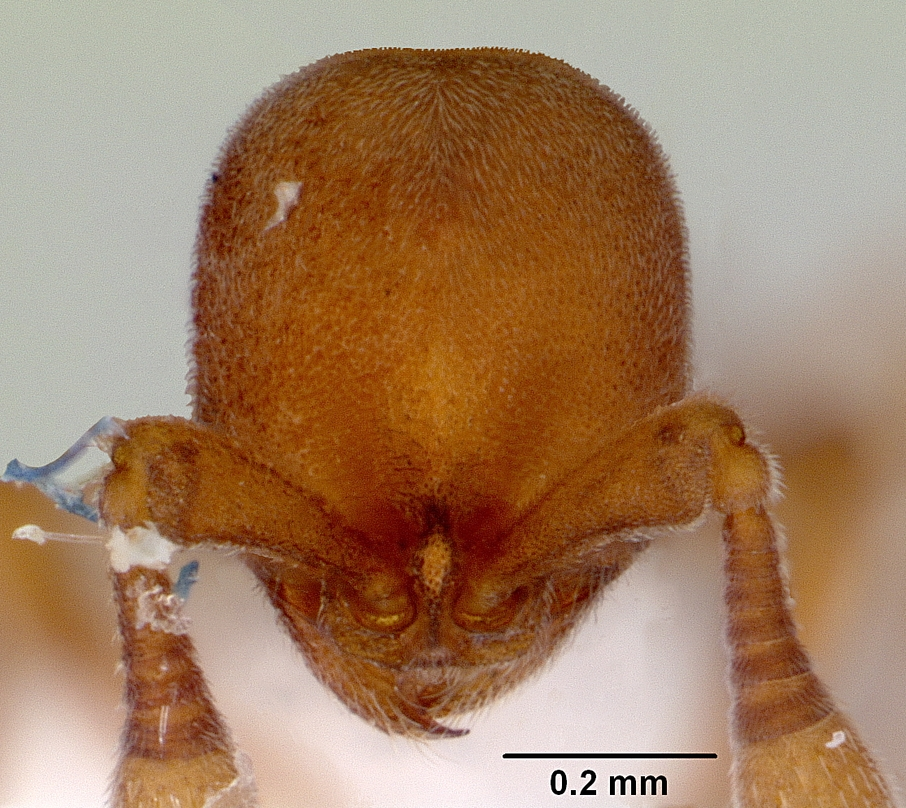
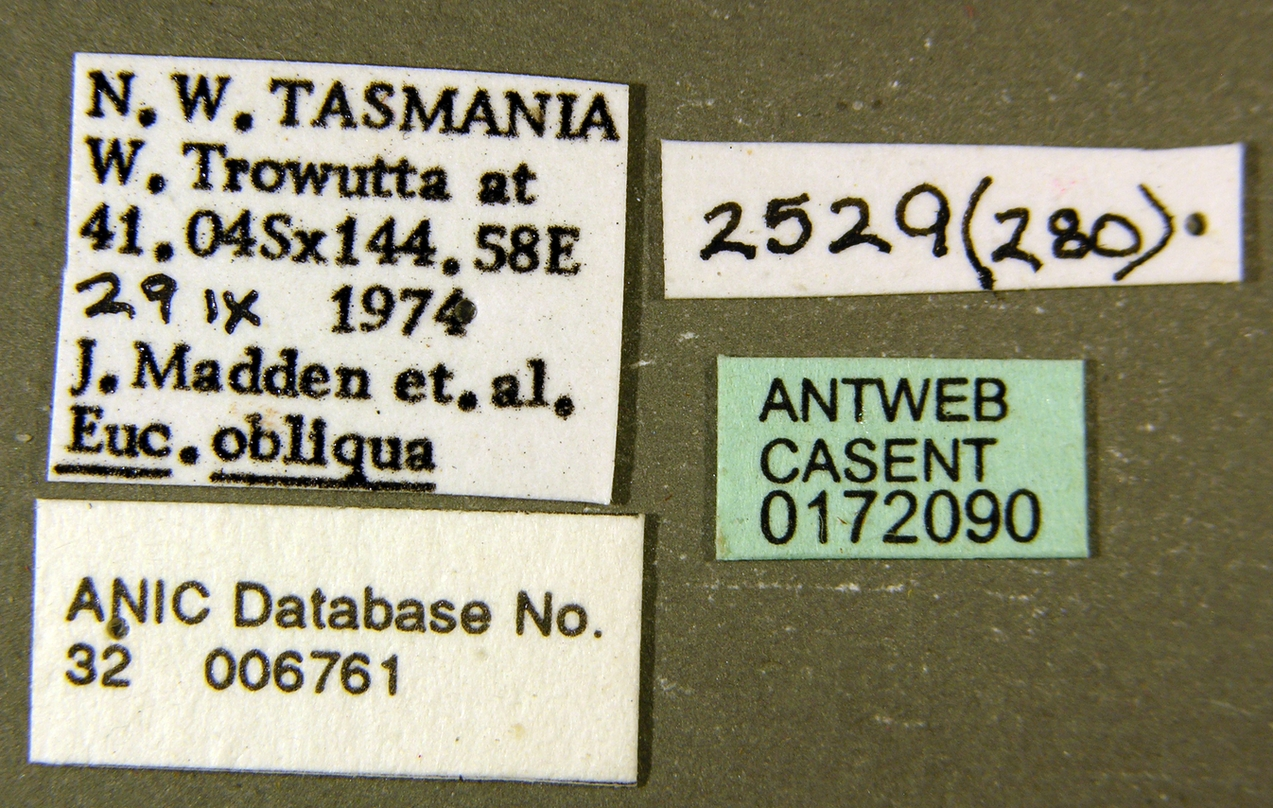
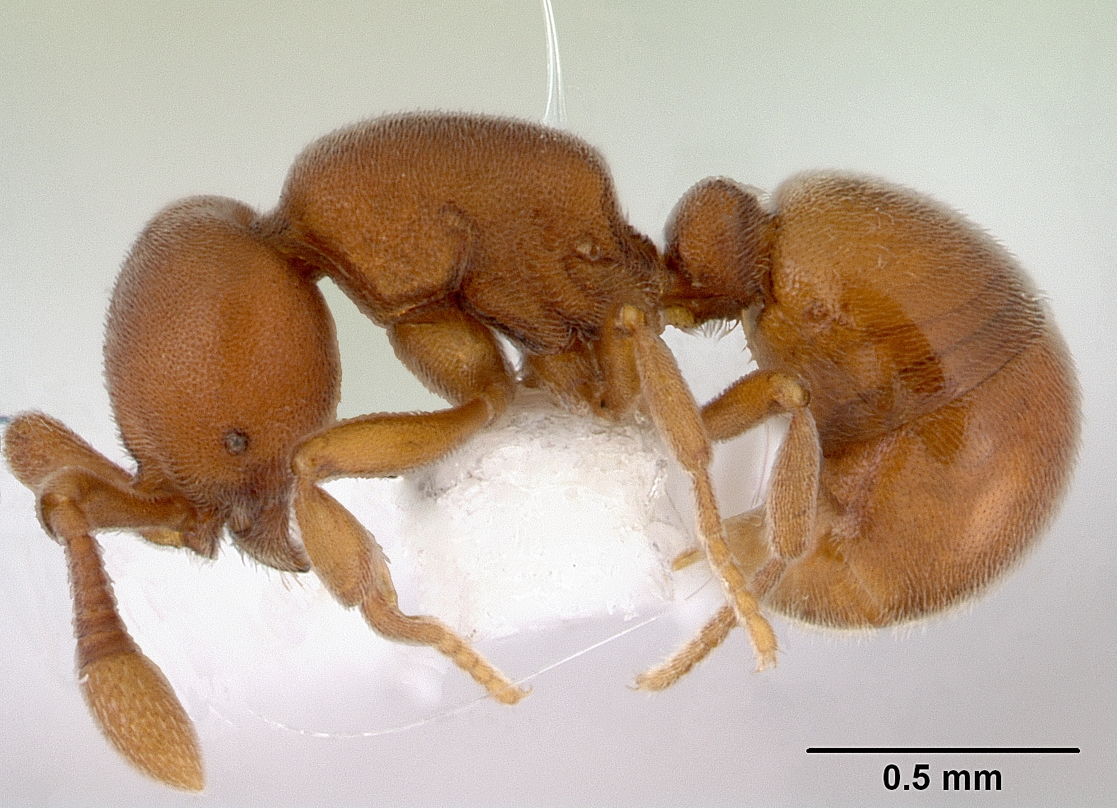
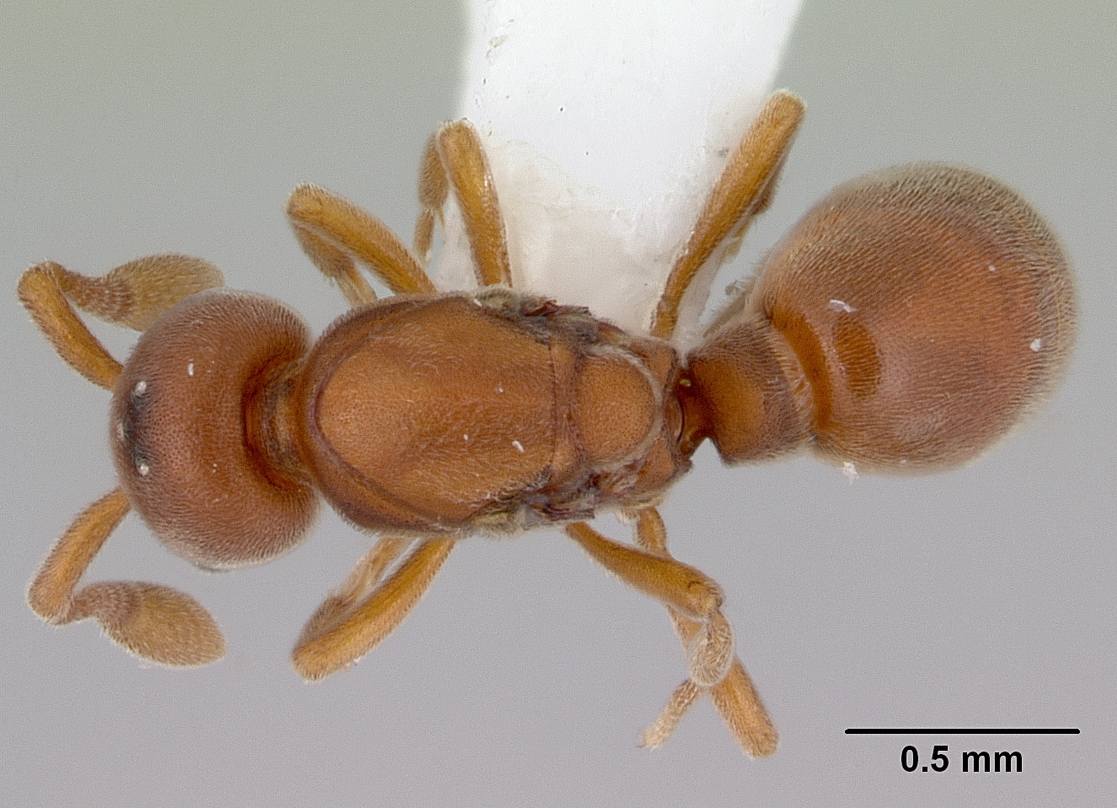
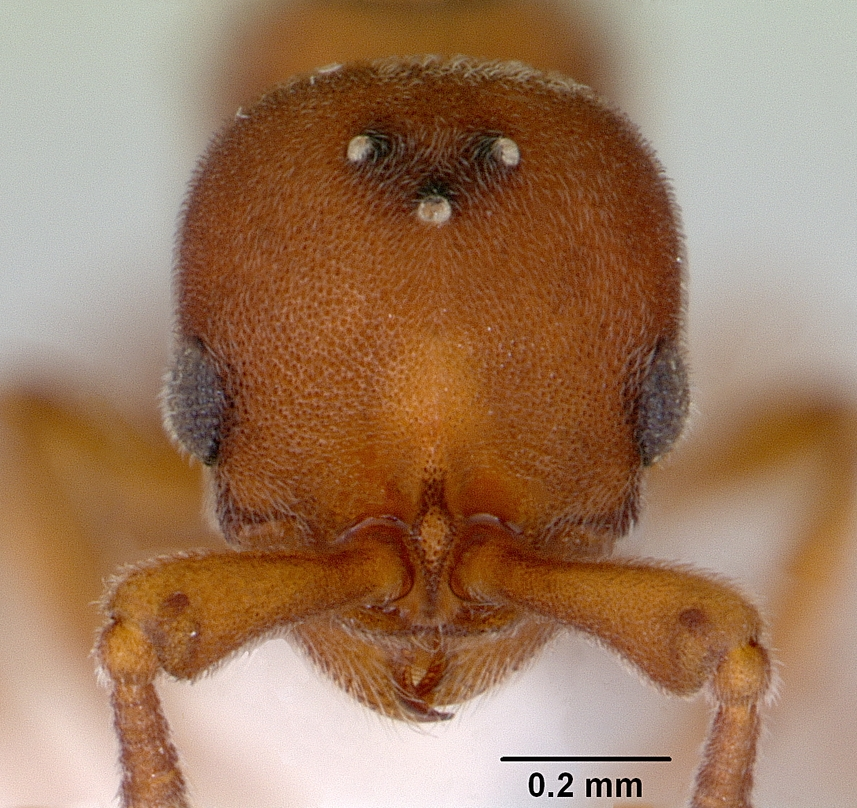